# Pacelli (famiglia)

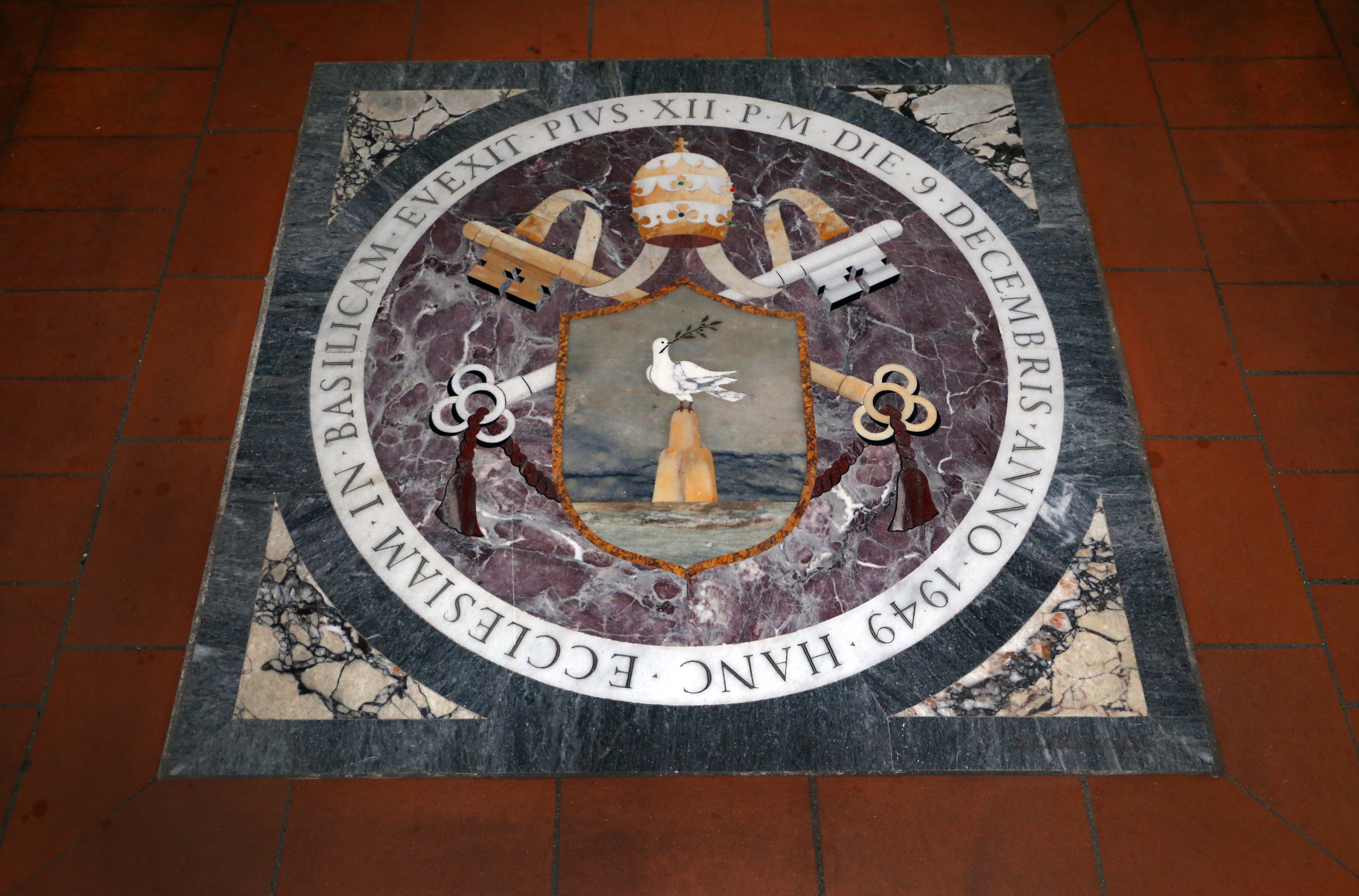
Stemma papale di Casa Pacelli nella Basilica di San Francesco alla Rocca di Viterbo

I Pacelli sono una famiglia aristocratica originaria di Onano, borgo del viterbese, allora in una zona di confine tra il Granducato di Toscana e lo Stato della Chiesa. Si fregiarono di titoli nobiliari solo nel 1853 e 1858 per volontà di papa Pio IX.
Dediti alla professione di avvocato, diventarono Nobili di Acquapendente e di Sant'Angelo in Vado, Marchesi e Nobili Romani dal 1929, Principi (nella persona di Carlo Pacelli, 1903-1970) con motu proprio sottoscritto dal re d'Italia Vittorio Emanuele III il 23 novembre 1941.
Gli attuali Pacelli discendono da don Gaetano e da Maria Antonia Caterini, vissuti tra Settecento e Ottocento. Il prestigio della famiglia crebbe quando il cardinale Eugenio Pacelli (1876-1958) salì al trono pontificio, il 2 marzo 1939, con il nome di Pio XII.

## Storia

### Origini
Marcantonio I Pacelli (1804-1902), figlio di Gaetano e Maria Antonia Caterini, nacque a Onano e trascorse l'adolescenza in questo borgo medievale fin quando il cugino cardinale Prospero Caterini lo persuase ad accompagnarlo, nel 1816, nella Roma di Pio VII per fargli intraprendere la carriera ecclesiastica. Il giovane conseguì la laurea in diritto canonico, ma preferì avviare un'attività di avvocato, peculiare poi nella famiglia. Diventò avvocato della Sacra Rota che gli permise di inserirsi negli ambienti vaticani. Fu lui che mise le basi dell'affermazione sociale della casata, esercitando importanti funzioni durante il pontificato di Pio IX che seguì a Gaeta, nel 1848, insieme al figlio Filippo. Dopo essere stato vice segretario di Stato degli affari interni, in seguito all'Unità d'Italia fu uno dei fondatori dell'Osservatore Romano.
I Pacelli, dunque, non avevano ancora alcun grado di nobiltà, ma riuscirono a imbastire buoni rapporti con la cosiddetta aristocrazia nera, rimasta devota al Papa dopo la presa di Roma del 1870.

### Ascesa

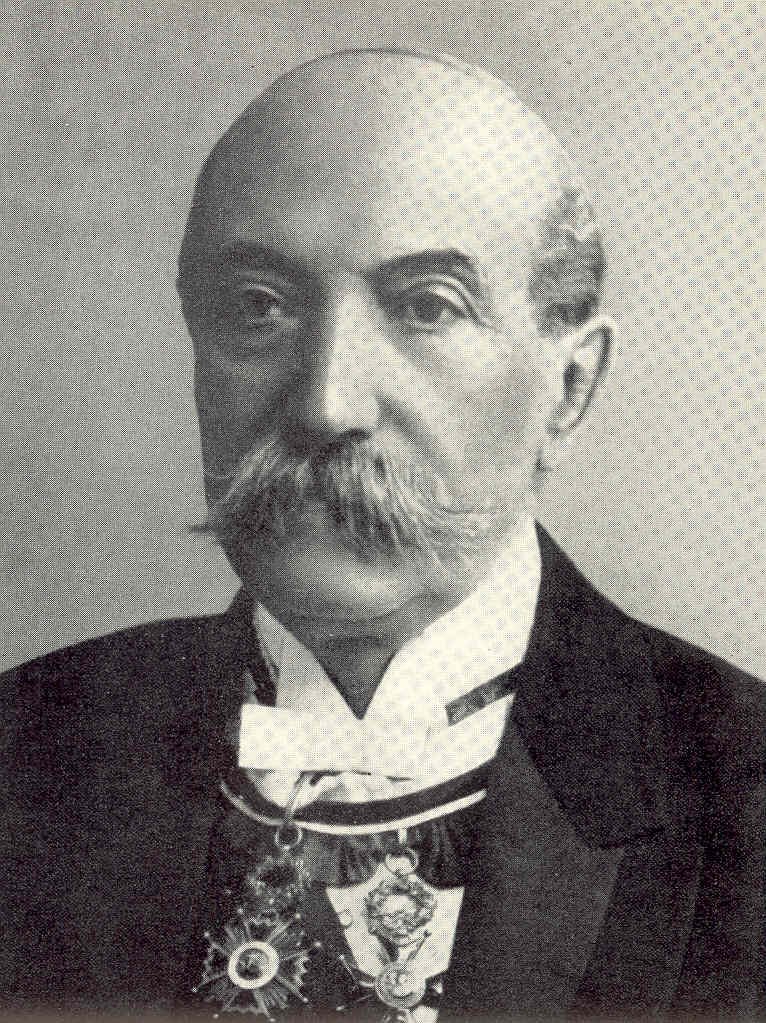
Filippo Pacelli (1837 – 1916), avvocato e padre di Eugenio Pacelli (Pio XII)

Il primogenito di Marcantonio, Filippo I (1837-1916), divenne il decano dei professionisti forensi della Santa Sede. Consorte di Virginia Graziosi, ebbe da lei quattro figli: Giuseppina, Francesco, Eugenio (futuro papa Pio XII) ed Elisabetta. Per premiare la sua fedeltà e i servigi resi durante la fuga a Gaeta, Pio IX conferì a lui e al genitore i primi titoli gentilizi (1853 e 1858) di cui si fregiarono i Pacelli, con relativo stemma: Nobili di Acquapendente e di Sant'Angelo in Vado.
Francesco I (1874-1935) assunse il ruolo di capo della famiglia. Sposò Luigia Filippini Lera che gli diede Carlo, Giuseppe, Marcantonio e Giulio: i primi tre ereditarono insieme il nuovo rango nobiliare, come accadde allo zio Eugenio. Pio XI, per i meriti dimostrati quale artefice giuridico e diplomatico dei Patti Lateranensi del 1929, gli conferì il titolo ereditario di marchese e Nobile Romano.

### Pio XII papa

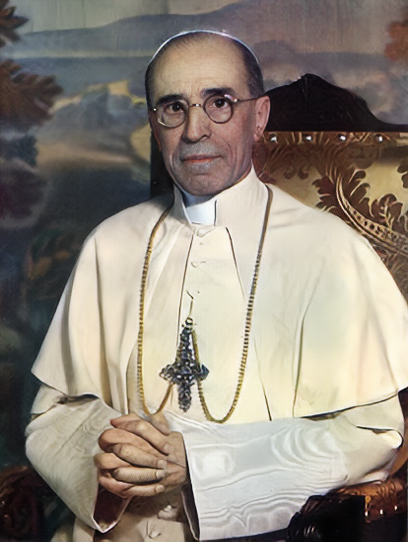
Papa Pio XII (Eugenio Pacelli) in una fotografia del 1951

L'ascesa sociale dei Pacelli seguì di pari passo la prestigiosa carriera di giureconsulti percorsa dai suoi principali esponenti, ma fu soprattutto quella ecclesiastica di Eugenio, terzogenito di Filippo I, a segnarne l'apogeo. Il 16 dicembre 1929 Pio XI lo nominò cardinale e, nel 1930, segretario di Stato, dopo aver ricoperto la carica di nunzio apostolico a Monaco di Baviera. Il 2 marzo 1939 sali sul trono di Pietro con il nome di Pio XII: regnò per diciannove anni, fino al 9 ottobre 1958, ed è stato uno dei più significativi pontefici del Novecento.

### Principi Pacelli ed epoca recente
Il primogenito Carlo (1903-1970) sarà il primo Principe Pacelli dal 1941, per decisione del sovrano d'Italia, insieme alla moglie Marcella Benucci. I fratelli cadetti Giuseppe e Marcantonio II condivideranno la qualifica marchionale. Gli succederanno nel titolo principesco il nipote Francesco II (1939-2011), erede di Marcantonio II e di Gabriella Ricci Bartoloni: a lui subentrerà come attuale capo della casata il giovane Marcantonio III (nato nel 1992).
Il fratello minore di Francesco II, Filippo II, invece, si unì in matrimonio con Maria Antonietta Campedelli ed ebbe la seguente prole: Andrea (1969) e Ascanio (1973): ambedue hanno diritto all'ostentazione dei titoli di Nobile Romano, di Acquapendente e di Sant'Angelo in Vado.

## Albero genealogico
|                                         |                                         |                                         |                                                     |                                                     |                                   |                                                       |                                                       |                                                    |                                                      |                                                      |                               |                                               |                                               |             |
|                                         |                                         |                                         |                                                     |                                                     |                                   |                                                       |                                                       | PACELLI                                            |                                                      |                                                      |                               |                                               |                                               |             |
|                                         |                                         |                                         |                                                     |                                                     |                                   |                                                       |                                                       |                                                    |                                                      |                                                      |                               |                                               |                                               |             |
|                                         |                                         |                                         |                                                     |                                                     |                                   |                                                       |                                                       |                                                    |                                                      |                                                      |                               |                                               |                                               |             |
|                                         |                                         |                                         |                                                     |                                                     |                                   |                                                       |                                                       | Gaetano ⚭ Maria Antonia Caterini                   |                                                      |                                                      |                               |                                               |                                               |             |
|                                         |                                         |                                         |                                                     |                                                     |                                   |                                                       |                                                       |                                                    |                                                      |                                                      |                               |                                               |                                               |             |
|                                         |                                         |                                         |                                                     |                                                     |                                   |                                                       |                                                       |                                                    |                                                      |                                                      |                               |                                               |                                               |             |
|                                         |                                         |                                         |                                                     |                                                     |                                   |                                                       |                                                       | Marcantonio I 1804-1902 ⚭ Giuseppa Veccia Scavalli |                                                      |                                                      |                               |                                               |                                               |             |
|                                         |                                         |                                         |                                                     |                                                     |                                   |                                                       |                                                       |                                                    |                                                      |                                                      |                               |                                               |                                               |             |
|                                         |                                         |                                         |                                                     |                                                     |                                   |                                                       |                                                       |                                                    |                                                      |                                                      |                               |                                               |                                               |             |
|                                         |                                         |                                         | Filippo I 1837-1916 ⚭ Virginia Graziosi (1844-1920) | Filippo I 1837-1916 ⚭ Virginia Graziosi (1844-1920) | Teresa                            | Teresa                                                | Vincenzo                                              | Vincenzo                                           | Ernesto -1925                                        | Ernesto -1925                                        | Giuseppe                      | Giuseppe                                      | Mariarosa                                     | Mariarosa   |
|                                         |                                         |                                         |                                                     |                                                     |                                   |                                                       |                                                       |                                                    |                                                      |                                                      |                               |                                               |                                               |             |
|                                         |                                         |                                         |                                                     |                                                     |                                   |                                                       |                                                       |                                                    |                                                      |                                                      |                               |                                               |                                               |             |
| Elisabetta 1880-1970 ⚭ Luigi Rossignani | Elisabetta 1880-1970 ⚭ Luigi Rossignani | Giuseppina 1872-1955 ⚭ Ettore Mengarini | Giuseppina 1872-1955 ⚭ Ettore Mengarini             | Eugenio (Pio XII) 1876-1958                         | Eugenio (Pio XII) 1876-1958       | Francesco I 1874-1935 ⚭ Luigia Filippini Lera (-1920) | Francesco I 1874-1935 ⚭ Luigia Filippini Lera (-1920) |                                                    |                                                      |                                                      |                               |                                               |                                               |             |
|                                         |                                         |                                         |                                                     |                                                     |                                   |                                                       |                                                       |                                                    |                                                      |                                                      |                               |                                               |                                               |             |
|                                         |                                         |                                         |                                                     |                                                     |                                   |                                                       |                                                       |                                                    |                                                      |                                                      |                               |                                               |                                               |             |
|                                         |                                         |                                         | Giuseppe 1905-1928 padre gesuita                    | Giuseppe 1905-1928 padre gesuita                    | Giulio 1910-1984 ⚭ Piera Bombrini | Giulio 1910-1984 ⚭ Piera Bombrini                     | Carlo 1903-1970 ⚭ Marcella Benucci                    | Carlo 1903-1970 ⚭ Marcella Benucci                 | Marcantonio II 1907-2007 ⚭ Gabriella Ricci Bartoloni | Marcantonio II 1907-2007 ⚭ Gabriella Ricci Bartoloni |                               |                                               |                                               |             |
|                                         |                                         |                                         |                                                     |                                                     |                                   |                                                       |                                                       |                                                    |                                                      |                                                      |                               |                                               |                                               |             |
|                                         |                                         |                                         |                                                     |                                                     |                                   |                                                       |                                                       |                                                    |                                                      |                                                      |                               |                                               |                                               |             |
|                                         |                                         |                                         |                                                     |                                                     |                                   | Orsola 1937                                           | Orsola 1937                                           | Francesco II 1939-2011 ⚭ Giorgia Carolei           | Francesco II 1939-2011 ⚭ Giorgia Carolei             |                                                      |                               | Filippo II 1941 ⚭ Maria Antonietta Campedelli | Filippo II 1941 ⚭ Maria Antonietta Campedelli |             |
|                                         |                                         |                                         |                                                     |                                                     |                                   |                                                       |                                                       |                                                    |                                                      |                                                      |                               |                                               |                                               |             |
|                                         |                                         |                                         |                                                     |                                                     |                                   |                                                       |                                                       |                                                    |                                                      |                                                      |                               |                                               |                                               |             |
|                                         |                                         |                                         |                                                     |                                                     |                                   |                                                       | Eugenia 1994                                          | Eugenia 1994                                       | Marcantonio III 1992                                 | Marcantonio III 1992                                 | Ascanio 1973 ⚭ Katia Pedrotti | Ascanio 1973 ⚭ Katia Pedrotti                 | Andrea 1969                                   | Andrea 1969 |
|                                         |                                         |                                         |                                                     |                                                     |                                   |                                                       |                                                       |                                                    |                                                      |                                                      |                               |                                               |                                               |             |
|                                         |                                         |                                         |                                                     |                                                     |                                   |                                                       |                                                       |                                                    |                                                      |                                                      |                               |                                               |                                               |             |
|                                         |                                         |                                         |                                                     |                                                     |                                   |                                                       |                                                       |                                                    |                                                      | Matilda 2007                                         | Matilda 2007                  | Tancredi 2013                                 | Tancredi 2013                                 |             |

## Palazzi e ville

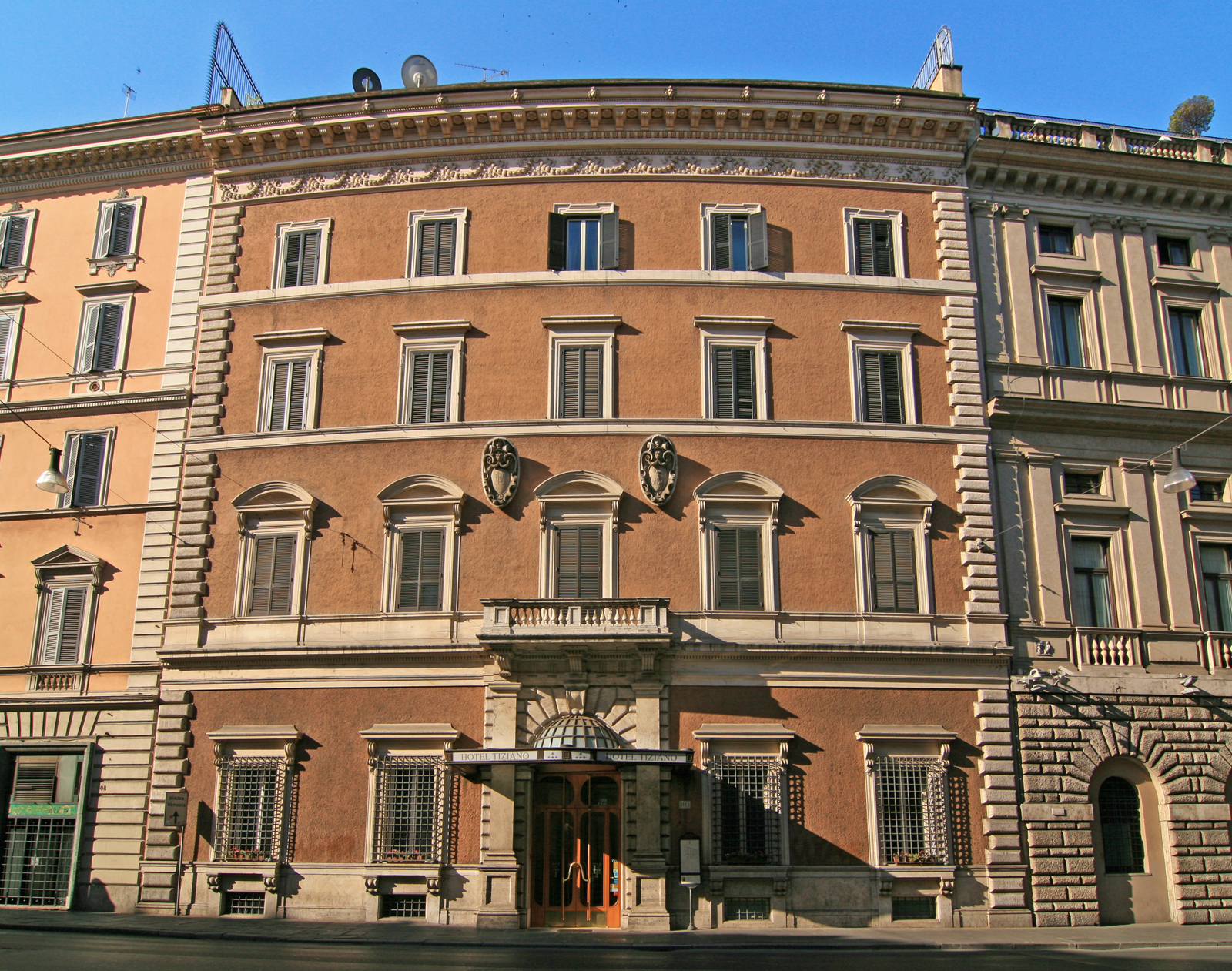
Palazzo Lavaggi Pacelli, Roma

La famiglia risiedette per molti anni nel palazzo Lavaggi Pacelli, a Roma, in corso Vittorio Emanuele II: edificato nel 1888 dall'architetto Gaetano Koch per i marchesi siciliani Lavaggi che poi lo vendettero ai Pacelli. Gli stemmi in pietra delle due casate ancora campeggiano a fianco della porta centrale del primo piano. Una gradevole residenza estiva era il villino Pacelli, sulla via Aurelia 290, in stile liberty, progettato nel 1906 da Giulio Magni. Il futuro Pio XII nacque, al contrario, nel palazzo Pediconi, nell'antico rione Ponte, attuale via degli Orsini, nel cuore di Roma.